# Sainte-Marie-au-Bosc
Sainte-Marie-au-Bosc è un comune francese di 317 abitanti situato nel dipartimento della Senna Marittima nella regione della Normandia.

## Società

### Evoluzione demografica
Abitanti censiti